# よくみよう
『よくみよう』は、1966年4月8日から1972年3月17日までNHK教育テレビジョンの『幼稚園・保育所の時間』で放送されていた自然科学分野の教育番組である。

## 概要
幼児が動植物・道具・器具などの広い意味での「自然」に興味や関心を持つように意図した番組である。自然科学分野をメインにしつつも、数量と図形を扱う3分間のコーナーも設けていた。
番組の終了後、自然科学系の後継番組として『みんなのせかい』が、数量系の後継番組として『びっくりばこドン』がスタートした。

## 放送時間
いずれも日本標準時、別の時間帯での再放送あり。
- 金曜日 10:40 - 10:59 （1966年4月8日 - 1969年3月14日） - 1969年3月28日の再放送もこの時間帯で実施。
- 金曜日 10:30 - 10:45 （1969年4月11日 - 1972年3月17日） - 1972年3月31日の再放送もこの時間帯で実施。

## 出演者
- 梓欣造（1966年度）
- 福沢富夫（1967年度）
- 三浦威（1968年度）
- 和田一壮（1968年度 - 1971年度）

## スタッフ
- 構成 - 中川李枝子、吉原順平、竹本員子
- 音楽 - 小川睦明、福田和禾子